# Atletismo nos Jogos Paralímpicos de Verão de 2012 - 1500 m feminino
As competições dos 1500 metros feminino do atletismo nos Jogos Paralímpicos de Verão de 2012 foram disputadas entre os dias 4 e 7 de setembro no Estádio Olímpico de Londres, na capital britânica. Participaram desse evento atletas divididas em 3 classes diferentes de deficiência.

## Medalhistas

### Classe T12
| Ouro   | RUS Elena Pautova                             |
| Prata  | ESP Elena Congost                             |
| Bronze | ITA Annalisa Minetti / Andrea Giocondi (guia) |

### Classe T20
| Ouro   | POL Barbara Niewiedzial |
| Prata  | POL Arleta Meloch       |
| Bronze | HUN Ilona Biacsi        |

### Classe T54
| Ouro   | USA Tatyana McFadden |
| Prata  | SUI Edith Wolf       |
| Bronze | USA Shirley Reilly   |

## T12
| Pos.              | Atleta                                                  | País                | Tempo   | Notas                |
| ----------------- | ------------------------------------------------------- | ------------------- | ------- | -------------------- |
| Medalha de ouro   | Elena Pautova                                           | RUS Rússia          | 4:37.65 | Recorde da temporada |
| Medalha de prata  | Elena Congost                                           | ESP Espanha         | 4:43.53 |                      |
| Medalha de bronze | Annalisa Minetti Guia: Andrea Giocondi                  | ITA Itália          | 4:48.88 | (T11)                |
| 4                 | Meryem En-Nourhi Guia: Mustapha Sanjach                 | MAR Marrocos        | 4:50.94 | Recorde pessoal      |
| 5                 | Miroslava Sedlackova Guia: Michal Prochazka             | CZE República Checa | 4:57.99 | Recorde pessoal      |
| 6                 | Maritza Arango Buitrago Guia: Jonathan Sánchez González | COL Colômbia        | 5:05.72 | Recorde da América   |
| 7                 | Sumeyye Ozcan Guia: Ibrahim Kizilkaya                   | TUR Turquia         | 5:10.68 | Recorde pessoal      |
| 8                 | Maria Fiuza                                             | POR Portugal        | 5:21.75 |                      |
| 9 !               | Ana Isabel Tavera González Guia: Aldo Gomez Hernández   | MEX México          | DQ      |                      |

## T20
| Pos.              | Atleta                  | Tempo   | Notas                |
| ----------------- | ----------------------- | ------- | -------------------- |
| Medalha de ouro   | POL Barbara Niewiedzial | 4:35.26 |                      |
| Medalha de prata  | POL Arleta Meloch       | 4:39.04 |                      |
| Medalha de bronze | HUN Ilona Biacsi        | 4:42.31 |                      |
| 4                 | HUN Bernadett Biacsi    | 4:42.80 |                      |
| 5                 | JPN Sayaka Makita       | 4:50.03 | Recorde da temporada |
| 6                 | TUN Aida Naili          | 4:50.47 | Recorde da temporada |

## T54

### Eliminatórias

#### Eliminatória 1
| Pos. | Atleta                 | Tempo   | Notas |
| ---- | ---------------------- | ------- | ----- |
| 1    | CHN Zou Lihong         | 3:31.93 | Q     |
| 2    | SUI Edith Wolf         | 3:32.04 | Q     |
| 3    | USA Tatyana McFadden   | 3:32.14 | Q     |
| 4    | CAN Diane Roy          | 3:32.27 | q     |
| 5    | GBR Jade Jones         | 3:32.60 | q     |
| 6    | SWE Gunilla Wallengren | 3:33.53 | q     |

#### Eliminatória 2
| Pos. | Atleta                 | Tempo   | Notas                |
| ---- | ---------------------- | ------- | -------------------- |
| 1    | GBR Shelly Woods       | 3:42.12 | Q                    |
| 2    | USA Shirley Reilly     | 3:42.18 | Q                    |
| 3    | USA Amanda McGrory     | 3:42.47 | Q                    |
| 4    | CAN Keira-Lyn Frie     | 3:42.59 | q                    |
| 5    | AUS Christie Dawes     | 3:43.36 | Recorde da temporada |
| 6    | SUI Alexandra Helbling | 3:43.59 |                      |

### Final
| Pos.              | Atleta                 | Tempo   | Notas |
| ----------------- | ---------------------- | ------- | ----- |
| Medalha de ouro   | USA Tatyana McFadden   | 3:36.42 |       |
| Medalha de prata  | SUI Edith Wolf         | 3:36.78 |       |
| Medalha de bronze | USA Shirley Reilly     | 3:37.03 |       |
| 4                 | CAN Diane Roy          | 3:37.17 |       |
| 5                 | CHN Zou Lihong         | 3:37.91 |       |
| 6                 | GBR Shelly Woods       | 3:37.97 |       |
| 7                 | USA Amanda McGrory     | 3:38.19 |       |
| 8                 | CAN Keira-Lyn Frie     | 3:38.58 |       |
| 9                 | SWE Gunilla Wallengren | 3:39.02 |       |
| 10                | GBR Jade Jones         | 3:39.03 |       |

Legenda
| Recorde mundial      | Recorde mundial (World record)               |                       | Recorde africano                      | Recorde africano (African) |                                           | Q | Classificado por posição (Qualified) |
| Recorde paralímpico  | Recorde paralímpico (Paralympic record)      | Recorde da América    | Recorde da América (Americas)         | q                          | Classificado por melhor tempo (Qualified) |   |                                      |
| Melhor marca do ano  | Melhor marca do ano (World leading)          | Recorde asiático      | Recorde asiático (Asian)              | DNS                        | Não largou (Did not start)                |   |                                      |
| Recorde nacional     | Recorde nacional (National record)           | Recorde europeu       | Recorde europeu (European)            | DNF                        | Não terminou (Did not finish)             |   |                                      |
| Recorde pessoal      | Recorde pessoal do atleta (Personal best)    | Recorde da Oceania    | Recorde da Oceania (Oceania)          | DSQ / DQ                   | Desclassificado (Disqualified)            |   |                                      |
| Recorde da temporada | Recorde da temporada do atleta (Season best) | Recorde sul-americano | Recorde sul-americano (South America) | NM                         | Sem marca (No mark)                       |   |                                      |